# Aeroportul Vava'u
Aeroportul Vava'u (IATA: VAV, ICAO: NFTV) este un aeroport din Vavaʻu⁠(d), Vava'u⁠(d), Tonga.
Situat la o altitudine de 72 m, aeroportul dispune de o singură pistă.